# Copa CONMEBOL 1998
VII Copa Conmebol 1998

## 1/8 finału (15.07i21.07)
América FC (Natal) –  Sampaio Corrêa FC 0:0 i 1:3

 ItalChacao –  Deportes Quindío 2:2 i 1:2

 Santos FC –  CD Once Caldas 2:1 i 1:2, karne 3:2

 FBC Melgar –  LDU Quito 1:3 i 1:3

 Clube Atlético Mineiro –  Club Cerro Corá 2:2 i 0:0, karne 4:2

 Club Jorge Wilstermann –  Gimnasia y Esgrima La Plata 0:0 i 1:1, karne 4:2

 Rosario Central –  Audax Italiano 2:0 i 0:1 (mecze 22.07 i 29.07)

 Huracán Buceo –  CA River Plate 0:0 i 4:1 (mecze 18.07 i 26.07)

## 1/4 finału (05.08i11.08)
Deportes Quindío –  Sampaio Corrêa FC 0:1 i 0:1

 LDU Quito –  Santos FC 2:2 i 0:3

 Clube Atlético Mineiro –  Club Jorge Wilstermann 3:1 i 1:0

 Huracán Buceo –  Rosario Central 2:3 i 0:2

## 1/2 finału (09.09i23.09)
Santos FC –  Sampaio Corrêa FC 0:0 i 5:1

 Rosario Central –  Clube Atlético Mineiro 1:1 i 1:0

## FINAŁ
Santos FC –  Rosario Central 1:0 i 0:0
7 października 1998 Rosario? (?)

 Santos FC –  Rosario Central 1:0

Sędzia: ?

Bramki: ?

Santos FC: ?

Club Atlético Rosario Central:?
21 października 1998? ? (?)

 Rosario Central –  Santos FC 0:0

Sędzia: ?

Club Atlético Rosario Central: ?

Santos FC:?